# Токол-Кјеа (Белуно)
Токол-Кјеа (итал. Tocol-Chiea) је насеље у Италији у округу Белуно, региону Венето.
Према процени из 2011. у насељу је живело 117 становника. Насеље се налази на надморској висини од 1045 м.